# Arthroschista hilaralis
Arthroschista hilaralis är en fjärilsart som beskrevs av Walker 1859. Arthroschista hilaralis ingår i släktet Arthroschista och familjen Crambidae. Inga underarter finns listade i Catalogue of Life.